# Valésiens
Les Valésiens, parfois également appelés simplement Eunuques, étaient des sectateurs chrétiens du IIIe siècle, menés par un certain Valésius, ou Valens.

## Doctrine
Décrits comme inspirés par l’exemple d’Origène, et par l'évangile selon Matthieu, ils se seraient mutilés les parties génitales, professant que l’homme ne peut sauver son âme s’il ne se fait pas eunuque. S’ils n’étaient pas encore eunuques, ils se seraient privés de viande. Par conviction chrétienne, ils auraient mutilé de même les étrangers sur leur passage afin de les aider à sauver leurs âmes. La castration volontaire était alors assez répandue parmi les chrétiens, au point que le premier concile de Nicée rejeta en 325 les membres du clergé qui s'étaient auto-mutilés, et qu'une bulle pontificale de Léon Ier l'interdit à nouveau en 395. 
Épiphane de Salamine précise qu'on confondait à tort les membres de cette secte avec les gnostiques.

## Hérésiologie
Aucun témoignage positif sur la secte n'a été conservé, si tant est qu'il y en eut. Le concile d’Achaïe tenu en 250 les déclara hérétiques,.
Épiphane de Salamine, lorsqu'il publie en 357 sa liste d'hérésies complétant celle d'Hippolyte de Rome, présente en premier les Valésiens, qu'il regroupe avec d'autres ascétiques. Source unique à leur sujet (les autres auteurs ne faisant que le paraphraser), il n'a pas rencontré de membres de cette secte, qu'il ne connaît que de réputation et qu'il situe en Transjordanie. Il précise que l'hérésie est particulièrement répandue chez les habitants de Dachatis, bourg situé sur le territoire de la ville de Philadelphie. Épiphane était d'ailleurs réputé pour haïr vigoureusement les hérésies qu'il présentait, et tenait Origène pour responsable de leur diffusion.
Le prêtre Louis-Sébastien Le Nain de Tillemont remarque qu'Épiphane cite les Valésiens après Noët et avant les Novatiens, ce qui lui fait dater les débuts de la secte vers 240. Le théologien protestant David Ancillon précise même la méthode de castration dans son Traité des eunuques (1707). L'historien François-André-Adrien Pluquet en fait un portrait psychologique dans son Dictionnaire des hérésies (1762).
L'existence même des Valésiens est remise en cause en premier lieu par le jésuite Michel Riquet, qui remarque les lacunes des écrits d'Épiphane sur ce groupe.
Au sein de l'Église, leur hérésie fut parfois utilisée bien après leur disparition pour discréditer un membre du clergé. Ainsi le patriarche de Constantinople Michel Ier Cérulaire se vit être excommunié le 15 juillet 1054 par le cardinal Humbert de Moyenmoutier, qui associe dans sa sentence les pratiques de ses disciples et celles des Valésiens. Cette excommunication est l'un des événements clés conduisant à la séparation des Églises d'Orient et d'Occident, que l'on nomme parfois "schisme de 1054".